# Hafenspeicher Dassow

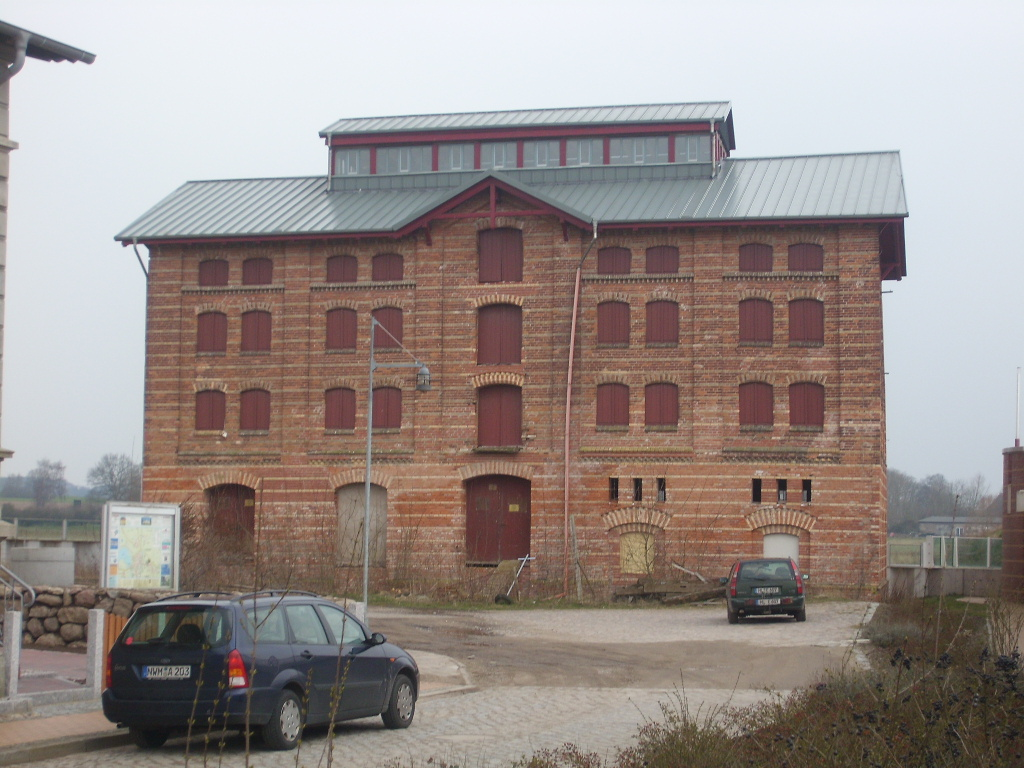
Hafenspeicher in Dassow (Zustand 2008)

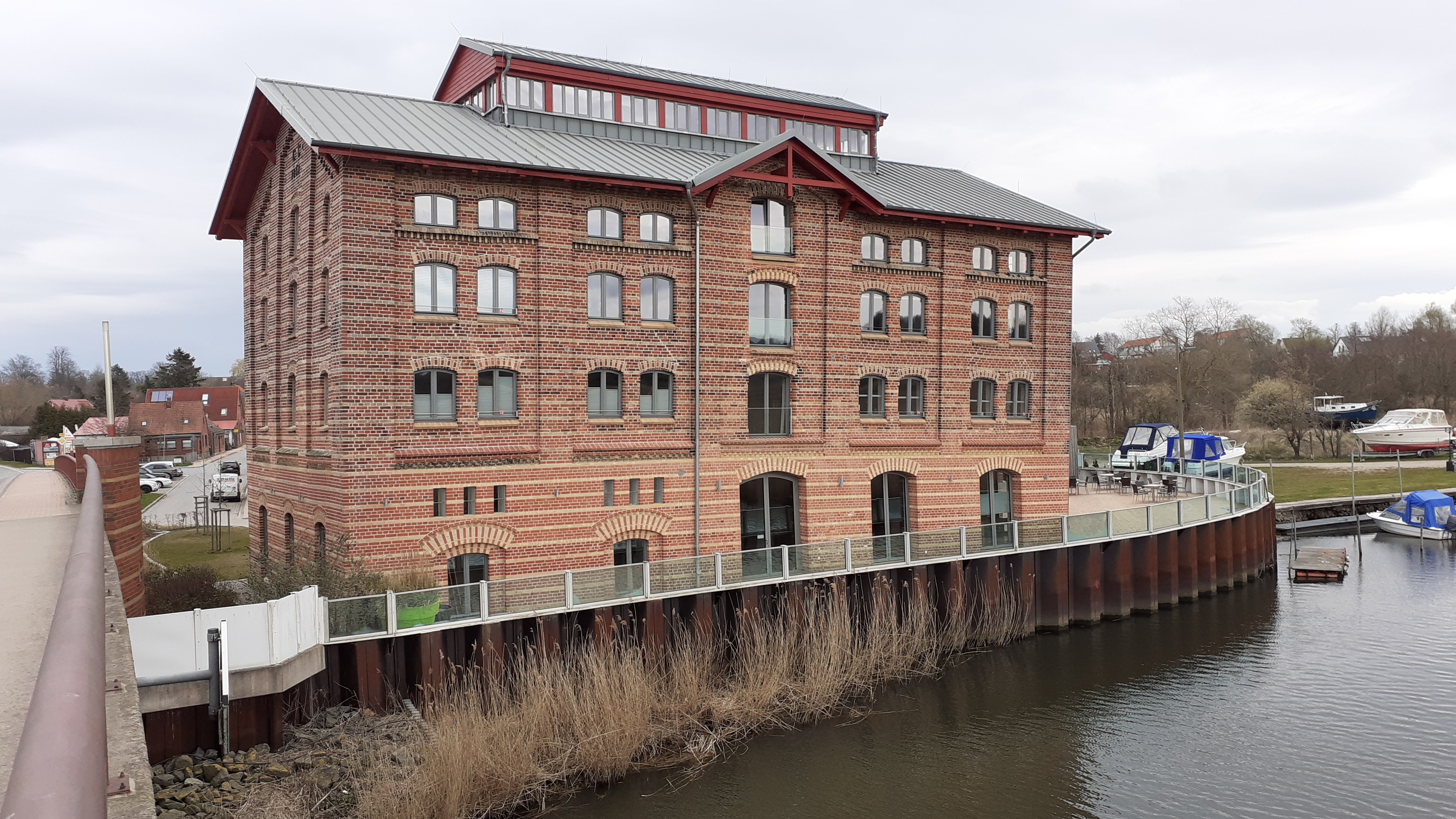
Hafenspeicher in Dassow (Zustand 2023)

Der Hafenspeicher in der mecklenburgischen Stadt Dassow wurde 1861 für den örtlichen Landhandel direkt am alten Hafen der Stadt am Ufer der Stepenitz errichtet. Der Hafenspeicher lag in unmittelbarer Nähe zur Staatsgrenze, ab 1978 befand sich bis zur Demontage 1990 eine Grenzmauer direkt am Stepenitzufer, die einen Sichtkontakt Richtung Travemünde verhindern sollte.
Der teilsanierte und denkmalgeschützte Backsteinbau an der Dassower Brücke im Zuge der Bundesstraße 105 stand viele Jahre leer. Vor dem Zweiten Weltkrieg gehörte er zu Dassows größtem Unternehmen, dem 1812 gegründeten Holz- und Landhandel der Familie Callies, das von hier seinen Ausgang nahm und später in Grevesmühlen ansässig war. Für die Firma Christian Callies wurde so die erste geschäftliche Fernsprechleitung in Westmecklenburg zwischen Dassow und Grevesmühlen verlegt. Der Speicher in Dassow ist der älteste verbliebene Speicher dieses ehemaligen westmecklenburgischen Landhandelsunternehmens, das früher im Klützer Winkel eine große wirtschaftliche Bedeutung hatte. Neben dem Speicher in Dassow gehörte Christian Callies auch der heute ebenfalls leerstehende Speicher am Bahnhof Grevesmühlen aus dem Jahr 1878. Der 1926 errichtete große Speicher neben dem Bahnhof Klütz wurde 2004 vom Lübecker Bauverein gegen den politischen Wunsch der Stadt Klütz abgerissen. In Klütz ist jedoch der kleine Speicher im Ortskern aus den 1880er Jahren als Literaturhaus für Uwe Johnson erhalten geblieben und erinnert so an die Zeiten, als Getreide noch in Speichern gelagert wurde. Auch zwei Speicher in Plau gehörten zeitweilig zur Firma Callies.
Im Sommer 2017 begann nach fast dreijähriger Planung eine umfangreiche Stabilisierung und Sanierung des Speichers, der aufgrund des weichen Untergrunds an einigen Stellen um mehr als einen Meter abgesackt war. Die Sanierung wurde Ende 2019 abgeschlossen. Das Gebäude wird seitdem für Veranstaltungen, Ferienwohnungen und dauerhaft vermietete Wohnungen genutzt.